# Famille de Châteaubriant
Pour les articles homonymes, voir Chateaubriant.
 (juillet 2025).
La mise en forme du texte ne suit pas les recommandations de Wikipédia : il faut le « wikifier ».
Les points d'amélioration suivants sont les cas les plus fréquents. Le détail des points à revoir est peut-être précisé sur la page de discussion.
- Les titres sont pré-formatés par le logiciel. Ils ne sont ni en capitales, ni en gras.
- Le texte ne doit pas être écrit en capitales (les noms de famille non plus), ni en gras, ni en italique, ni en « petit »…
- Le gras n'est utilisé que pour surligner le titre de l'article dans l'introduction, une seule fois.
- L'italique est rarement utilisé : mots en langue étrangère, titres d'œuvres, noms de bateaux, etc.
- Les citations ne sont pas en italique mais en corps de texte normal. Elles sont entourées par des guillemets français : « et ».
- Les listes à puces sont à éviter, des paragraphes rédigés étant largement préférés. Les tableaux sont à réserver à la présentation de données structurées (résultats, etc.).
- Les appels de note de bas de page (petits chiffres en exposant, introduits par l'outil «  Source ») sont à placer entre la fin de phrase et le point final[comme ça].
- Les liens internes (vers d'autres articles de Wikipédia) sont à choisir avec parcimonie. Créez des liens vers des articles approfondissant le sujet. Les termes génériques sans rapport avec le sujet sont à éviter, ainsi que les répétitions de liens vers un même terme.
- Les liens externes sont à placer uniquement dans une section « Liens externes », à la fin de l'article. Ces liens sont à choisir avec parcimonie suivant les règles définies. Si un lien sert de source à l'article, son insertion dans le texte est à faire par les notes de bas de page.
- La présentation des références doit suivre les conventions bibliographiques. Il est recommandé d'utiliser les modèles {{Ouvrage}}, {{Chapitre}}, {{Article}}, {{Lien web}} et/ou {{Bibliographie}}. Le mode d'édition visuel peut mettre en forme automatiquement les références.
- Insérer une infobox (cadre d'informations à droite) n'est pas obligatoire pour parachever la mise en page.

Pour une aide détaillée, merci de consulter Aide:Wikification.
Si vous pensez que ces points ont été résolus, vous pouvez retirer ce bandeau et améliorer la mise en forme d'un autre article.
 (juillet 2025).
Si vous disposez d'ouvrages ou d'articles de référence ou si vous connaissez des sites web de qualité traitant du thème abordé ici, merci de compléter l'article en donnant les références utiles à sa vérifiabilité et en les liant à la section « Notes et références ».
La famille de Châteaubriant (aussi orthographié Chateaubriand) est une famille de la haute  noblesse bretonne, d’extraction chevaleresque. Éteinte en ligne masculine, elle subsiste par ses dernières femmes du nom.

## Généralités
L'histoire de Châteaubriant commence au début du XIe siècle quand Brient, fils de Dame Innogwen, (envoyé du comte de Rennes) édifia une forteresse sur une motte au bord de la Chère destinée à poursuivre la fortification de la frontière des Marches de Bretagne. Une cité s'est développée autour du château et fut appelée Châteaubriant. Il fonda plus tard le prieuré Saint-Sauveur de Béré, l'église Saint-Jean de Béré, et le premier château en 1015.

## Premiers degrés
- Teuharius de Châteaubriant (il fut chassé, au début du XIe siècle, au monastère de Béré par l'évêque de Nantes Gautier II), marié à Innoguent d'Alet (d) (morte entre 1064 et 1066, fille de Hamon Ier (mort vers 1030), vicomte d'Aleth et de Roianteline (morte après le 5 avril 1030), vicomtesse)
  - Briant Ier, baron de Châteaubriant,

## Les branches

### Branche aînée
- Briant Ier de Châteaubriant (mort avant le 9 février 1063), baron de Châteaubriant, marié à Adelende
  - Geoffroy Ier, dit Le Vieux (Gauzfred) ( † avant 1066), baron de Châteaubriant, princeps, il prend part à la Première croisade, sans postérité
  - Tehel ( † avant 1084), baron de Châteaubriant, marié à Barbota
    - Maino

  - Gui
  - Brient
  - Geoffroy de Châteaubriant, dit Le Bâtard, baron de Châteaubriant, né d'une autre union
    - Briand II, dit le Vieux (mort en 1116), baron de Châteaubriant
      - Geoffroy II de Châteaubriant (mort le 9 septembre 1150), baron de Châteaubriant, marié à Consobrina, baronne douairière de Châteaubriant
        - Geoffroy III, baron de Châteaubriant, ayant participé à l'Assise au Comte Geoffroy en 1185, Châteaubriant est élevée au rang de Baronnie de Bretagne, épouse Béatrice de Candé, baronne du Petit-Montrevault et de Candé
          - Geoffroy IV (mort le 22 mars 1233), baron de Châteaubriant, sénéchal de La Mée, seigneur de Candé La Mée
            - Geoffroy V, baron de Châteaubriant, seigneur de Vioreau, chevalier croisé avec Saint Louis, inhumé au Monastère de Béré, marié à Mahaut (morte vers 1247) (fille de Conan et petite-fille de Henri Ier d'Avaugour), dame de Pordic (trois enfants), à Aumarie (morte après 1242), fille de Guy Ier, vicomte de Thouars (deux enfants)
              - Geoffroy VI, baron de Châteaubriant, seigneur de Vioreau, de Challain, du Lion-d'Angers et de Chanzeaux, marié à la sœur de sa belle-mère Belle-Assez de Thouars (morte après 1260), fille de Guy Ier, vicomte de Thouars
                - Geoffroy VII (né en 1257, mort le 27 mars 1301), baron de Châteaubriant, châtelain du Désert, seigneur de Vioreau, de Challain, du Lion-d'Angers et de Chanzeaux, marié vers 1290 à Isabeau (néé en 1272 et morte le 23 septembre 1316, inhumée en l'église des Cordeliers (Rennes)), dame des Huguetières, fille de Olivier Ier de Machecoul (né vers 1230 et mort le 19 décembre 1279), chevalier, seigneur de Machecoul et de Saint-Philbert-de-Grand-Lieu
                  - Geoffroy VIII de Châteaubriant (mort en 1328), baron de Châteaubriant, seigneur de Vioreau, de Candé, de Challain et des Huguetières, marié à sa cousine Eustache, fille de Aimery IX (1225 † 1256), 23e vicomte de Thouars, et petite-fille de Guy Ier (sans postérité), puis à Jeanne (née vers 1300 et morte en 1359), dame héritière de Belleville-sur-Vie, de Montaigu, de Palluau et de La Garnache (deux enfants)
                    - Geoffroy IX (né en 1314 et mort le 18 juin 1347 lors de la bataille de La Roche-Derrien), baron de Châteaubriant, seigneur de Vioreau et de Belleville-sur-Vie, châtelain du Désert, marié à Isabeau (morte le 4 mai 1400), dame de La Roche-Mabile, de La Coillardière, du Hommé, d'Escouché et de Correc, fille de Henri IV (né en 1280 et mort le 1er février 1334), seigneur d'Avaugour, comte de Goëllo, seigneur de Mayenne, et de La Roche-Mabile, sans postérité
                    - Louise, baronne héritière de Châteaubriant, dame héritière de Vioreau, châtelaine héritière du Désert, mariée en 1348 à Guy XII de Laval (mort le 21 avril 1412), sans postérité

                - Amaury (mort le 14 avril 1343), châtelain du Désert
                - Thomasse (née vers 1295)
                - mariée en 1315 à Roland III de Dinan-Montafilant (vers 1290 † 9 mars 1349 - Dinan), seigneur de Montafilant,
                - Eustaisse, mariée à Olivier III ( mort après 1319), seigneur de Tinténiac
                - Briand Ier (mort après 1301), seigneur de Beaufort, marié à Jeanne, dame héritière de Beaufort
                  - Branche de Beaufort

                - Aliénor, mariée à Guillaume III (mort après 1285), seigneur de Derval
                - Sibille, mariée à Maurice, seigneur de Belleville

              - Brient (mort avant 1243),
                - Alain,

              - Marquise, dame héritière de Pordic, mariée à Yvon VIII de La Jaille (mort vers 1263),
              - Jean
                - Branche des Roches-Baritault

              - Guyotte

            - Clément II de Chateaubriand, Évêque de Nantes en 1227 (mort le 8 septembre 1227)

          - Sibylle, mariée à Olivier de Tournemine (mort en 1232), seigneur de La Hunaudaye et de Botloy

        - Brient,
        - une fille, mariée à Guihenoc Ier (mort avant 1095), baron d'Ancenis

    - Geoffroy, dit Le Jeune ( † 1150), seigneur châtelain, dit miles en 1106

Armes de la Maison de Châteaubriant par concession de Saint Louis.

      - Brient,
        - Geoffroy

Il s'agirait de Chotard de Châteaubriant, décrit par Joinville, qui, lors de la Bataille de Mansourah (1250), sauve Louis IX d’un dard et répand son sang sur les armes du monarque. Pour le remercier, le Roi l'autorise à transformer  les pommes de pin (ou plumes de paon) de ses armes en fleurs de lys . Les barons de Châteaubriant adoptèrent alors cette magnifique devise : « Notre sang teint les bannières de France ». En réalité, cette tradition n'est absolument pas fondée[réf. nécessaire].

### Branche des Roches-Baritaut
- Jean de Châteaubriant (1265 † 1312), seigneur des Roches-Baritaut, marié à Aude de Brillouët (sans postérité), puis à à Isabelle La Prévoste de Thouars vers 1285 (morte en 1301), dame de Chavannes[Lequel ?]
  - Geoffroy de Châteaubriant, dit Brideau (né en 1304 et mort en 1366), baron de Chavannes[Lequel ?], seigneur du Lion-d'Angers et des Roches-Baritaut, marié en 1340 à Louise de Sainte-Maure (sans postérité), puis à à Marguerite de Parthenay-Soubise en 1354 (née en 1335), dame de Mouchamps et de Keralliou en Pont-l'Abbé)
    - Jean Ier, seigneur de Chalain, marié en 1403 à Marie de Bueil (née en 1360)
      - Guyon de Châteaubriant (né en 1380), seigneur des Roches-Baritaut, marié Jeanne de Toutessan (née en 1390, un autre enfant)
        - Jean II de Châteaubriant (né en 1410), seigneur des Roches-Baritaut, marié en 1438 à Jeanne de Coëtmen (un enfant) puis à Louise, dame de Loigny en 1450
          - Théaud de Châteaubriant, seigneur des Roches-Baritaut, (née en 1440 et mort avant 1470), marié en 1465 à Françoise Odard (née en 1445)
            - René ( † après 1492), seigneur de Loigny et du Lion[3], marié avec Hélène d'Estouteville, dame du Tronchay[4]
              - Charlotte mariée à Henri, sire de Croÿ et seigneur d'Arschot, comte de Porcéan
              - Marie, dame du Lion-d'Angers, alliée à Jean III de Chambes, seigneur de Montsoreau
              - Louise de Châteaubriant, qui épousa Jean, seigneur d'Ingrande

            - Georges de Châteaubriant (né en 1470), seigneur des Roches-Baritaut, Maître de la vénerie du roi, marié à Anne de Champagne
              - Louis de Châteaubriant (né en 1505), seigneur des Roches-Baritaut, marié à Marguerite Vernon (née en 1515), dame de Grassay
                - Philippe, comte de Grassay, seigneur des Roches-Baritaut, marié en 1631 à Philiberthe du Puy-du-Fou, dame de Parcé, Avoise et Pescheseul
                  - Gabriel, comte de Grassay, Lieutenant-général du Bas-Poitou, marié à Charlotte de Sallo
                    - Philippe (mort le 7 octobre 1642), comte des Roches-Baritaut, comte des Roches-Baritaut, marié en 1631 à Suzanne Loaisel

                - Jean III, dit le Jeune, seigneur de Saint-Jean des Mauvrets, marié à Suzanne de Montausier
                  - Louise, mariée le 9 janvier 1602 à Jean II de Maillé de La Tour-Landry (mort le 30 novembre 1635)

    - Isabeau (née en 1366 et morte en 1411), mariée en 1400 à Guyon II (né en 1375 et mort en 1453), seigneur du Puy-du-Fou, grand-chambellan du duc René

### Branche de Beaufort
- Briand Ier de Châteaubriant-Beaufort ( † après 1301), seigneur de Beaufort, marié en 1251 à Jeanne (mort après 1280), dame héritière de Beaufort, fille d'Alain de Beaufort[5] (né en 1200 et mort après 1247), seigneur de Beaufort, et de Dinan-Nord
  - Guy de Châteaubriant-Beaufort, seigneur de Beaufort, conseiller du Duc de Bretagne, marié avec Thomine Le Moine
    - Briand II de Châteaubriant-Beaufort, seigneur de Beaufort, marié à Marie, fille de Jean III, chevalier, seigneur de Beaumanoir et de Merdrignac
      - Briand II de Châteaubriant-Beaufort (mort avant 1406), seigneur de Beaufort, marié à Tiphaine du Guesclin, fille de Pierre II, seigneur du Plessis-Bertrand, puis à Jeanne du Mesnil (morte le 26 août 1406)
        - Robert de Châteaubriant-Beaufort, mort sans alliance
        - Briand de Châteaubriant-Beaufort, seigneur de Beaufort
          - Briand de Châteaubriant-Beaufort (mort après 1381), seigneur de Beaufort, marié à Isabelle du Chastellier
            - Briand III de Châteaubriant-Beaufort (mort le 8 juillet 1462), seigneur de Beaufort et du Plessis-Bertrand, amiral de Bretagne (amiral de la flotte qui battit les Anglais au Mont-Saint-Michel en 1423), chambellan du roi Charles VII, chambellan du duc de Bretagne, marié vers 1415 (Moncontour) à Marguerite de Théhillac
              - Bertrand de Châteaubriant-Beaufort (mort en 15 juin 1479), seigneur de Beaufort, marié avant 1477 (Saint-Brieuc) à Marie, dame d'Orange et de Champinel
                - Bertrand II de Châteaubriant-Beaufort, seigneur de Beaufort, d'Epineraye et d'Orange, marié à Catherine de Lesbiet, sans postérité, puis à Marie Guibé (morte en 1507), sans postérité
                - Jean de Châteaubriant-Beaufort (mort en 1497), seigneur de Beaufort, du Plessis-Bertrand, d'Orange et de Champinel, marié en 1468 à Jeanne d'Espinay (née après 1435)
                  - Guillaume de Châteaubriant-Beaufort (mort le 20 juillet 1530), seigneur de Beaufort, du Plessis-Bertrand, d'Orange et de Champinel, marié le 19 janvier 1476 à Guyonne Le Porc, dame de Beaufort et de La Chesnais
                    - Gilles de Châteaubriant-Beaufort, seigneur de Beaufort, du Plessis-Bertrand, du Guesclin, d'Orange et de Champinel, marié à Jeanne de Malestroit, sans postérité

                  - Pierre de Châteaubriant-Beaufort, chanoine de Paris
                  - François de Châteaubriant-Beaufort (mort le 12 novembre 1516 et inhumé en la Cathédrale de Nantes), chanoine-comte de Lyon, Grand Chantre de la cathédrale de Nantes
                  - Louise de Châteaubriant-Beaufort, dame de Touraude et de la Motte Rouxel, mariée le 8 février 1525 à Julien Thierry (mort en juin 1528), seigneur de Bois Orcant, puis à Jacques Gouyon (1516 † avant 1538), seigneur de La Moussaye et de Plouër le 20 avril 1529, puis à Jean des Noës, écuyer, seigneur de Vauhébert, de Touraude le 8 janvier 1539
                  - Jean II de Châteaubriant-Beaufort, seigneur de Penneray, de Beaufort et du Plessis-Bertrand, marié à Marguerite des Planches
                    - François de Châteaubriant-Beaufort (mort le 13 octobre 1562 à Plessis-Bertrand, inhumé en l'église de Saint-Coulomb), seigneur de Beaufort et du Plessis-Bertrand, marié vers 1540 à Jeanne (ou Anne) de Tréal
                      - Catherine de Châteaubriant-Beaufort (née le 21 février 1551 à Saint-Coulomb)
                      - Christophe Ier de Châteaubriant-Beaufort (mort avant le 24 octobre 1578), seigneur de Beaufort et du Plessis-Bertrand, marié à Jeanne de Sévigné[Lequel ?], sans postérité, puis à Charlotte de Montgommery, dame douairière de Beaufort et du Plessis-Bertrand (qu'elle vendit), sans postérité
                      - Georges de Châteaubriant-Beaufort (mort après le 24 octobre 1578), seigneur de Beaufort, du Guesclin, d'Orange, et de La Ville-Bague, baron de la Texue, marié en 1574 à Gabrielle, fille de Pierre Bruslon
                        - Pierre de Châteaubriant-Beaufort (né le 16 mars 1577 à Plerguer et mort le 1631), chevalier et seigneur de Beaufort, du Guesclin, d'Orange et de La Ville-Bague, marié en 1607 à Françoise de Saint-Gilles (née en 1589 et morte le 20 septembre 1661 à Plerguer)
                          - Gabriel de Châteaubriant-Beaufort (né le 1er juillet 1614 au manoir de la Texue et mort le 9 octobre 1654 à Miniac-sous-Bécherel), seigneur de Beaufort et d'Orange, baron de Blossac et de la Rivière du Tiercent, marié en 1651 à Marie de Montigny, sans postérité
                          - Claude de Châteaubriant-Beaufort
                          - Gilles de Châteaubriant-Beaufort (né le 2 décembre 1619 à Plerguer),
                          - Louise de Châteaubriant-Beaufort (née le 10 novembre 1624 à Plerguer et morte 7 novembre 1696 au Château de La Roche, Guenroc), mariée le 16 février 1656 (Plerguer) à Louis Boju (né à Saint-Philbert-de-Bouaine, évêché de Luçon et mort en 1667), seigneur de La Ménollière, conseiller puis président des enquêtes au Parlement de Bretagne
                          - Guy de Châteaubriant-Beaufort, capucin
                          - Renée de Châteaubriant-Beaufort (née vers 1610 et morte le 28 mai 1683 au Manoir de Gardisseul, Plestan), dame héritière seigneur de Beaufort, mariée au sieur Le Bascle, seigneur de Maray, sans postérité, puis à René des Vaux, seigneur du Boisdaupin le 14 juin 1640 (Chapelle du Château à Plerguer), sans postérité, puis le à Louis de Harscouët (mort le 18 mars 1665 à Chateauneuf), seigneur de Trohadiou 27 janvier 1656 (Plerguer), sans postérité, puis à Pierre du Bourgblanc, chevalier, seigneur d'Apreville, de Kergoff, Lieutenant au Régiment de La Feuillade Infanterie en 1666 (Plestan), sans postérité
                          - Marguerite de Châteaubriant-Beaufort (née le 6 décembre 1615 à Plerguer et morte avant 1679), mariée le 19 février 1647 à François du Rocher (né le 7 mai 1624 à Tréméloir et mort avant 1679), écuyer, seigneur du Quengo et de Brusvily
                          - Jeanne de Châteaubriant-Beaufort (née le 2 février 1617 à Plerguer et morte après 1669), mariée à Louis de La Barre, seigneur de Monchauvon
                          - Jacquemine de Châteaubriant-Beaufort (née le 1er octobre 1621 à Plerguer)
                          - Jacques de Châteaubriant-Beaufort (né le 7 mai 1623 - Plerguer)
                          - Christophe de Châteaubriant-Beaufort, seigneur de Guerrande

                        - Christophe de Châteaubriant-Beaufort
                        - Claude de Châteaubriant-Beaufort
                        - François de Châteaubriant-Beaufort

                      - Jean de Châteaubriant-Beaufort (né le 6 février 1553 à Saint-Coulomb et mort le 15 mars 1578 à Plerguer), baron de Tannay[Lequel ?], sieur de Campfleur,
                        - François de Châteaubriant-Beaufort (mort avant 1658), baron de Tannay[Lequel ?], marié à Anne Goyon des Rochettes (morte le 8 avril 1658 à Trans[Lequel ?])

                      - Briand de Châteaubriant-Beaufort (mort en 1571 à Rennes), seigneur d'Orange, marié vers 1564 à Jacquemine du Boisriou (morte en 1602 à Hénanbihen), dont il tua le premier mari Guy de Rosnyvinen en 1655
                        - François de Châteaubriant-Beaufort (né le 13 avril 1569 à Saint-Coulomb)
                        - Gilles de Châteaubriant-Beaufort (né le 14 mai 1570 à Plessis-Bertrand et mort 20 juillet 1642 à Hénanbihen), seigneur de la Guerrande, marié à Marguerite Rogon
                          - Branche de La Guerrande

                    - Adrienne de Châteaubriant-Beaufort, mariée vers 1530 à Gilles de La Lande, seigneur de la Lande-Basse
                    - Anne de Châteaubriant-Beaufort
                    - Jean III de Châteaubriant-Beaufort (mort le 24 mars 1589 à Ménéac), seigneur des Gastines, marié le 15 avril 1548 à Guyonne de Coëtquen (morte en novembre 1561), dame du Bois de la Motte et du Bois de la Roche
                      - Catherine de Châteaubriant-Beaufort (morte avant 1579), dame de Ligouyer, mariée à François de Coëtquen (née vers 1490 et morte en 1557), seigneur de Maupiron puis à Jacques de Clère, seigneur de Neuville

                    - Jeanne de Châteaubriant-Beaufort, mariée avant 1559 à Jacques de Langourla, puis à Robert Gautron (mort en 1547), seigneur du Plessis-Gautron,
                    - Catherine de Châteaubriant-Beaufort (morte le 27 décembre 1591 à Rennes), dame douairière du Bois-de-La-Motte, mariée avant le 23 mars 1547 à Jean de Coëtquen (mort en 1553), seigneur du Bois-de-la-Motte, de Maupiron et de Tréméreuc, Maréchal de Bretagne, puis (Pleslin-Trigavou) à René-Judes de Saint-Pern (né le 26 juillet 1520 et mort le 1er avril 1595 au Château de Ligouyer), seigneur de Ligouyer, de Champalaune, du Lattay et de Gallepic, chevalier de l'ordre du roi le 14 janvier 1561, puis à Jean de La Lande, sieur du Mirouer
                    - Louise de Châteaubriant-Beaufort (morte le 8 janvier 1560 à Plouër-sur-Rance), mariée vers 1546 à Jean du Breil dit le Capitaine La Touche (mort en 1562), chevalier, seigneur du Chalonge et de la Touche, puis à Jean des Noës

                  - Françoise de Châteaubriant-Beaufort, mariée à Pierre (ou François) Loret, seigneur de la Ville-Davy

                - Briant de Châteaubriant-Beaufort, Seigneur d'Epineraye, marié à Marguerite de Coëtlogon, dont il prit les armes par convention matrimoniale

              - Jeanne de Châteaubriant-Beaufort, mariée à Olivier Thomelin, seigneur du Bois de La Marre et de La Caillibotière
              - Catherine de Châteaubriant-Beaufort ou Gilette, dite dame de Beaufort, mariée le 20 mai 1452 à François de Rosnyvinen, dit de Guitté (mort en janvier 1485), seigneur de Vaucouleurs[Lequel ?], capitaine de Dinan
              - Françoise de Châteaubriant-Beaufort, mariée le 7 juin 1434 à Louis II de Machecoul (née en 1396 et morte après 1434), seigneur de Vieillevigne, de Crossac et de Grandlieu, sans postérité

            - Jacques de Châteaubriant-Beaufort,
            - Isabelle de Châteaubriant-Beaufort, mariée à Thibaud Busson, seigneur de Gazon, de Vilaines, de Chevigné[Lequel ?]
            - Marguerite de Châteaubriant-Beaufort, mariée à Simon II d'Espinay

        - Philippe, mariée à Bertrand de Parthenay, seigneur de Soubise puis à Geffroy, seigneur de Chourses et de Malicorne

      - Jean II de Châteaubriant-Portric (mort après 1380), seigneur de Portric et de la Marousière, marié vers 1350 à Marie de Montrelais
      - Marguerite de Châteaubriant-Beaufort (morte le 27 avril 1414), dame de Portrie et de la Marousière, mariée en 1396 avec Thébaud Angier (mort avant 1406), seigneur du Plessis-Angier, puis avec Édouard (mort vers 1445) vers 1406, fils de Jean Ier, vicomte de Rohan
      - Jean III de Châteaubriant-Portric (mort en 1399), seigneur de Portric et de la Marousière, marié à Marie (De Sens) Wissent
        - Désiré de Châteaubriant-Beaufort
        - Jean de Châteaubriant-Beaufort

    - Amaury de Châteaubriant-Beaufort
    - Jean II de Châteaubriant-Beaufort (mort avant 1363), marié à Marguerite de La Jaille (morte après 1399),

  - Briand

#### Rameau de La Guerrande
Les vicomtes de Châteaubriant sont issus de cette branche.
- Gilles de Châteaubriant-Beaufort (né le 14 mai 1570 à Plessis-Bertrand et mort le 20 juillet 1642 à Hénanbihen), seigneur de la Guerrande, marié vers 1595 (Château de Belestre) à Marguerite Rogon (morte en 1637), dame de Belestre et de la Guerrande
  - Christophe II de Châteaubriant-La Guerrande (né le 1er avril 1597 à Ruca et mort le 15 décembre 1675 à Hénanbihen, inhumé dans l'église paroissiale de Hénanbihen), chevalier, seigneur de La Guerrande, marié en 1623 (Hénanbihen) à Jeanne Berthelot de La Houssauye (mort le 6 janvier 1664 à Hénanbihen), dame de La Guerrande, puis à Jacquemine Rogon, dame des Salles (morte en 1667) le 20 février 1666 (Hénanbihen)
    - Marguerite de Châteaubriant-La Guerrande (née le 20 mars 1624 à Hénanbihen)
    - Renée de Châteaubriant-La Guerrande (née en 1628 à Saint-Denoual), dame du Plessix, mariée à Raoul Joubin, écuyer (mort avant 1677)
    - Louise de Châteaubriant-La Guerrande (née en 1629)
    - Jean de Châteaubriant-La Guerrande (né le 5 mars 1631 à Hénanbihen et mort le 4 décembre 1711 à Hénanbihen), écuyer, seigneur de La Guerrande, marié le 22 décembre 1650 (Matignon) à Marguerite de La Chapelle (morte le 15 avril 1697 à Hénanbihen), dame du Dresnay
      - Michel de Châteaubriant-La Guerrande (né en 1649 à Pléhérel et mort le 1er août 1704 à Mégrit), écuyer, seigneur de la Salle, marié le 4 septembre 1688 (Mégrit) à Renée Poilvé (née vers 1659 à Mégrit et morte le 27 octobre 1702 à Mégrit)
        - François de Châteaubriant-La Guerrande (né le 9 mars 1690 à Mégrit et mort le 7 juillet 1703 à Mégrit)
        - Jean François de Châteaubriant-La Guerrande (né le 15 août 1691 à Saint-Ayde, Pléhérel et mort avant 1735), écuyer, marié le 8 février 1717 (Mégrit) à Charlotte Marie Le Limonier, dame de Verdun
          - Jane Marie de Châteaubriant-La Guerrande (née le 3 février 1718 à Mégrit)
          - Jan Gabriel de Châteaubriant-La Guerrande (né le 29 avril 1719 à Mégrit)
          - Célestin Louis de Châteaubriant-La Guerrande (né le 21 janvier 1722 à Mégrit)
          - Renée Françoise de Châteaubriant-La Guerrande (née le 13 janvier 1727 à Mégrit et morte le 22 mai 1730 à Mégrit)
          - Mathurin René de Châteaubriant-La Guerrande (né le 3 juin 1694 à Saint-Ayde, Pléhérel et mort le 26 janvier 1720 à Meillac), marié le 29 mai 1714 (Meillac) à Marguerite de France (fille de François Gilles de France, seigneur du dit lieu en Médréac[Quoi ?])
            - Jean Baptiste Philippe Emmanuel de Châteaubriant-La Guerrande (né le 20 février 1716 à Meillac et mort le 21 juillet 1716 à Meillac),
            - Louis Henry Châteaubriant-La Guerrande (né le 28 mars 1718 à Meillac)
            - Yvonne Marie de Châteaubriant-La Guerrande (née le 8 septembre 1719 à Meillac)

          - Gilles Amaury de Châteaubriant-La Guerrande (né le 1er avril 1696 à Pléhérel et mort le 15 juin 1727 à Saint-Pierre-de-Plesguen), écuyer, marié le 12 mars 1723 (Saint-Pierre-de-Plesguen) à Anne Marie Rose Bezart (née le 12 avril 1677 à Saint-Judoce et morte le 25 février 1729 à Saint-Pierre-de-Plesguen),
          - Monique Anne de Châteaubriant-La Guerrande (née le 4 avril 1699 à Mégrit et morte le 27 mars 1709 à Mégrit)
          - Jacquemine Rose de Châteaubriant-La Guerrande (née le 31 décembre 1701 - Mégrit † 21 avril 1702 - Mégrit),

        - Michel de Châteaubriant-La Guerrande (né le 5 octobre 1651 à Pléhérel et mort le 9 avril 1699 à Hénanbihen), écuyer, seigneur de la Salle, marié à Marguerite de La Barre (morte en 1684) le 26 décembre 1668 (Plestan) (cinq enfants), puis à Renée Sauvaget en 1686 (Pluduno) (sans postérité)
          - Alexis de Châteaubriant-La Guerrande (né en 1671 à Hénanbihen et mort le 30 novembre 1711 à Hénanbihen), chevalier, seigneur de La Guerrande, marié à Jeanne Des Cognets (née le 12 novembre 1674) le 4 août 1705 (Maroué)
            - Simon Alexis François de Châteaubriant-La Guerrande (né le 22 décembre 1706 à Hénanbihen et mort le 17 août 1750 à Hénanbihen), seigneur de La Guerrande, marié en 1732 à Thérèse Jacquemine Gouyon de Thoumatz (née en 1707 et morte le 18 août 1779 à Hénanbihen)
              - Thérèse Julie de Châteaubriant-La Guerrande (née le 16 novembre 1732 à Hénanbihen † 16 novembre 1732 - Hénanbihen),
              - Alexis François Urbain de Châteaubriant-La Guerrande, alias Alexis (né en 1734 et mort le 11 janvier 1784), écuyer, seigneur de La Guerrande, marié à Aimée Constance Félicité de Saint-Meloir le 7 janvier 1756 (Chapelle de la Ville-Robert à Pluduno)
                - Aimée Thérèse Françoise de Châteaubriant-La Guerrande (née le 13 juillet 1757 à Hénanbihen et morte avant 1784)
                - Sophie Angélique de Châteaubriant-La Guerrande (née le 8 août 1758 à Hénanbihen et morte le 15 octobre 1760)
                - Alexis Jean René de Châteaubriant-La Guerrande (né le 24 décembre 1759 à Hénanbihen et mort le 29 octobre 1760 à Hénanbihen)
                - Sophie Angélique de Châteaubriant-La Guerrande (née le 26 mars 1761 à Hénanbihen et morte après 1800), mariée Vincent Giles Jean Riou le 30 mars 1798 (Hénanbihen)

              - René Eugène de Châteaubriant-La Guerrande (né en 1734 et mort en 1744)
              - Henri Allain de Châteaubriant-La Guerrande (né le 15 mars 1736 à Hénanbihen et mort le 11 juin 1744 à Hénanbihen)
              - Jean Gilles Jules Joseph de Châteaubriant-La Guerrande (né le 12 avril 1737 à Hénanbihen et mort le 2 octobre 1818 à Saint-Lormel), seigneur de La Guerrande, marié à Eulalie Marie Reine de La Goublaye le 13 octobre 1763 (Pléboulle), sans postérité, puis à Reine Marguerite de Lesquen-Largentais (née le 3 septembre 1752 à Plédran et morte le 27 janvier 1845 à Plancoët) le 20 février 1797 (Saint-Malo), sans postérité
              - Casimir Ange François de Châteaubriant-La Guerrande (né le 12 janvier 1739 à Hénanbihen)
              - Louis Jean Joachim de Châteaubriant-La Guerrande (né le 12 mars 1740 à Hénanbihen et mort le 26 février 1743 à Hénanbihen)
              - Thérèse Charlotte Renée de Châteaubriant-La Guerrande (née le 11 août 1741 à Hénanbihen et morte le 19 décembre 1744 à Hénanbihen)
              - Marie Alexis de Châteaubriant-La Guerrande (né le 18 février 1744 à Hénanbihen et mort le 1er août 1746 à Hénanbihen)
              - René Simon de Châteaubriant-La Guerrande (né le 28 octobre 1745 à Hénanbihen et mort le 21 février 1747 à Hénanbihen)
              - Thérèse Louise Charlotte de Châteaubriant-La Guerrande (née le 17 février 1747 à Hénanbihen), mariée le 18 octobre 1762 (Hénanbihen) à François Charles de Malterre (né vers 1735)
              - Marie Jacquemine de Châteaubriant-La Guerrande (née le 9 juin 1748 à Hénanbihen)

          - François Pierre de Châteaubriant-La Guerrande (né le 4 janvier 1675 à Plestan et mort le 20 mai 1697 à Carthagène[Laquelle ?])
          - Jean de Châteaubriant-La Guerrande (né le 18 mars 1678 à Hénanbihen), Garde marine,
          - Renée de Châteaubriant-La Guerrande, dame de Kerléverien (née en 1678)
          - Un fils (né le 7 juin 1680 à Pléhérel)
          - Claudine de Châteaubriant-La Guerrande (née en 1684 à Saint-Denoual et morte le 23 avril 1720), Demoiselle de Belestre

        - Amaury de Châteaubriant-La Guerrande, seigneur de La Ville-André et de Vaurenier
          - Branche des Touches

        - Françoise de Châteaubriant-La Guerrande (née en 1654 à Pléhérel)
        - Toussainte de Châteaubriant-La Guerrande (née le 23 septembre 1655 à Pléhérel), mariée à François Mousson, écuyer, seigneur de l'Estang le 13 juillet 1677 (Hénanbihen)
        - René de Châteaubriant-La Guerrande (né le 22 mars 1657 à Pléhérel), écuyer
        - Claude de Châteaubriant-La Guerrande (né le 3 octobre 1658 à Pléhérel)

    - Jeanne de Châteaubriant-La Guerrande (née le 16 avril 1633 à Hénanbihen et morte le 25 novembre 1651 à Hénanbihen
    - Gilette de Châteaubriant-La Guerrande (née le 2 juin 1637 à Hénanbihen
    - Élisabeth de Châteaubriant-La Guerrande (née le 15 mars 1639 à Hénanbihen et morte avant 1677), mariée le 24 avril 1652 à Olivier de La Fruglaye

  - Adrien de Châteaubriant-La Guerrande (né le 9 juillet 1609 à Pléhérel)
  - Jacques de Châteaubriant-La Guerrande (mort avant 1669), marié le 26 février 1640 (Hénanbihen) Marguerite Le Normant
    - une fille (née en 1641 à Hénanbihen)
    - François de Châteaubriant-La Guerrande (né en 1645), seigneur de Belestre et de Vaurenier, sieur de la Salle, marié le 5 mai 1676 (Lamballe) à Julienne Geneviève Loquet, dame du Bois des Terres
      - Hilaire François de Châteaubriant-La Guerrande, seigneur de Belestre et de Vaurenier (né en 1679 et mort en 1720), marié le 22 avril 1705 (Ruca) à Claude Michèle Sauvaget (morte le 25 décembre 1755 à Ruca)
        - Louise de Châteaubriant-La Guerrande (née en 1706 et morte en 1708)
        - René Jean de Châteaubriant-La Guerrande (né en 1706 et mort en 1708)
        - Hilaire Charles de Châteaubriant-La Guerrande (né le 15 septembre 1708 à Pléhérel et mort le 12 août 1782 au Val aux Bretons, Pleine-Fougères), écuyer
        - Hélène Jeanne Anne de Châteaubriant-La Guerrande (né le 29 mars 1712 à Pléhérel et mort avant le 10 février 1784), mariée le 3 août 1729 (Ruca) à Jean Lessart, sieur de Trebes
        - Louis Claude Hilaire de Châteaubriant-La Guerrande (né vers 1713), écuyer, marié le 30 juin 1744 (Saint-Coulomb) à Louise Jeanne Thérèse Lepoitevin (née le 9 mars 1719 à Saint-Coulomb)
        - René Jean de Châteaubriant-La Guerrande (né en 1716)
        - Charles Claude de Châteaubriant-La Guerrande (né en 1717), seigneur de la Giraudais
        - Julien Charles de Châteaubriant-La Guerrande (né en 1718 et mort en 1733)
        - Gilles Laurent de Châteaubriant-La Guerrande (né vers 1682 à Pléhérel
        - Marie Jeanne de Châteaubriant-La Guerrande (née le 15 septembre 1684 à Pléhérel

  - Jacquemine de Châteaubriant-La Guerrande (née le 22 juin 1612 à Pléhérel et morte le 25 janvier 1635), dame du Mottay, mariée en 1633 avec Pierre du Bouays du Mottay (né en 1613), seigneur du Mottay
  - Jeanne de Châteaubriant-La Guerrande (morte le 30 septembre 1678 à Hénanbihen), mariée le 26 juin 1637 (Hénanbihen) à François Hersart de la Villemarqué, seigneur de la Villemarqué,

##### Rameau des Touches
- Amaury de Châteaubriant-La Guerrande, écuyer, seigneur de La Ville-André et de Vaurenier (né en 1652 et mort le 29 juillet 1690 à Plumaudan), marié à Marie Jeanne du Rocher du Quengo (morte le 27 décembre 1726 au manoir des Touches, Guitté), Demoiselle du Quengo le 15 octobre 1677 (Brusvily)
  - François de Châteaubriant (né le 19 février 1683 au Château du Quengo, Brusvily et mort le 28 mars 1729 au manoir des Touches), écuyer, seigneur de la Villeneuve et des Touches, marié à Péronnelle Claude Lamour de Lanjegu (née le 25 juin 1692 à Izé et morte le 22 octobre 1781 au château du Val au Guildo, Saint-Pôtan) le 27 août 1713 (Guenroc)
    - Céleste Mélanie de Châteaubriant (née le 2 juillet 1714 à Guitté)
    - Catherine Julienne de Châteaubriant (née le 12 juillet 1715 à Guitté)
    - Françoise de Châteaubriant (née le 4 juin 1716 à Guitté et morte le 27 juillet 1716 (en nourrice, à Caulnes))
    - François Henry de Châteaubriant (né le 31 octobre 1717 à Guitté et mort le 26 février 1776 à Merdrignac), seigneur de la Villeneuve, il refusa de se marier et se fit prêtre, il fut successivement recteur de Saint-Launeuc et de Merdrignac
    - René-Auguste de Châteaubriand (né le 23 septembre 1718 au manoir des Touches, Guitté et mort le 6 septembre 1786 au château de Combourg), comte de Combourg, seigneur des Touches, du Plessis, de Gangres, de Godheu, de Boulet et de Malestroit à Dol, conseiller au Parlement de Bretagne. Sa réussite commerciale fit retrouver sa dignité d'antan à sa très vieille famille aristocratique ruinée de Saint-Malo, marié le 3 juillet 1753 (Bourseul) à Appoline Jeanne Suzanne de Bédée (née le 7 avril 1726 à Bourseul et morte le 31 mai 1798 au château de la Ballue, Saint-Servan-sur-Mer)
      - Bénigne Marie Angélique de Châteaubriand (née le 2 décembre 1754 à Bourseul)
      - Geoffroy René Marie de Châteaubriand (née le 4 mai 1758 à Saint-Malo et morte le 28 septembre 1759, chez sa nourrice à Plancoët)
      - Jean Baptiste Auguste de Châteaubriand (né le 23 juin 1759 à Saint-Malo et mort le 22 mars 1794 à Paris), comte de Combourg, conseiller au Parlement de Bretagne, marié à Thérèse Le Peletier, dame du Rosanbo (née en 1777 et morte le 22 avril 1794 à Paris, inhumée le 22 avril 1794 au Cimetière des Errancis), sans postérité, puis à Aline Thérèse Le Peletier de Rosanbo (née le 26 février 1771 à Paris et morte le 22 mars 1794) en novembre 1787 (Paris)
        - Louis Geoffroy de Chateaubriand (né le 1er février 1790 à Paris et mort le 14 octobre 1873 au château de Malesherbes), comte de Chateaubriand et de Combourg, colonel des chasseurs à cheval, pair de France (héritier de la pairie de son oncle François-René de Chateaubriand par lettres patentes du 23 décembre 1823), marié le 8 octobre 1811 (Ménil-Jean) à Henriette Félicité Zélie d'Orglandes (morte en 1873)
          - Anne Louise Laure de Châteaubriand (née le 3 mars 1813 à Paris et morte en juillet 1899), mariée avec Alfred Charles César de Baulny le 15 mai 1834
          - Louise Françoise de Châteaubriand (née le 31 mai 1816 à Paris), mariée Alfred Charles César de Lunas le 21 mai 1836 (Paris)
          - Antoinette Marie Clémentine de Châteaubriand (née le 2 novembre 1820 à Paris), mariée le 9 mai 1842 (Paris) à Alfred Julien Philippe de Beaufort, marquis
          - Marie Adélaïde Louise Henriette de Châteaubriand (née le 31 octobre 1824), mariée le 29 décembre 1847 à Edmond de Carayon-Latour
          - Christian Marie Camille Geoffroy de Châteaubriand (né le 25 janvier 1828 à Paris et mort le 8 novembre 1889 au château de Combourg, inhumé dans l'église de Combourg), marié à Joséphine Marie Mélanie Rogniat (née en 1838) le 9 juillet 1857 (Paris) (un enfant), puis à Françoise Marie Antoinette Bernou de Rochetaillé (née en 1848 et morte le 5 août 1908) le 12 août 1873 (Saint-Pierre-de-Plesguen) (un enfant). Il est l'auteur d'une statue de saint Gilduin
            - Marie Louise Mélanie de Châteaubriand, mariée à Louis Marie Gérard de La Tour Du Pin-Verclause
            - Sybille de Châteaubriand (née le 19 février 1876 et morte le 4 septembre 1962), mariée à Jacques, comte de Durfort

          - Camille Adèle Pauline Félicie de Châteaubriand

        - Christian Antoine (né le 21 avril 1791 à Paris et mort le 6 juin 1843 à Chieri en Italie)

      - Marie Anne Françoise de Châteaubriand (née le 4 juillet 1760 à Saint-Malo et morte le 17 juillet 1860 aux Dames de la Sagesse à Dinan), comtesse de Marigny[Lequel ?], mariée le 11 janvier 1780 (chapelle du château de Combourg) à Jean François Geffelot de Marigny (né le 4 février 1753 à Fougères et mort en 1793 à Fougères), comte de Marigny[Lequel ?]
      - Bénigne Jeanne de Châteaubriand, comtesse de Combourg (née le 31 août 1761 à Saint-Malo et morte le 16 mai 1848 à Rennes), mariée à Jean François Xavier de Québriac (né le 23 mars 1742 à Fougères et mort le 8 août 1783 au château de Combourg), chevalier, comte de Québriac, seigneur de Blossac, le 11 mai 1780 (chapelle du Château de Combourg), puis à Paul François Marie de La Celle (né le 27 juin 1752 à Rennes et mort en 1816 au château de Lascardais, Mézières-sur-Couesnon) le 24 avril 1786 (Fougères)
      - Julie-Marie-Agathe de Chateaubriand (née le 2 septembre 1763 à Saint-Malo et morte le 25 juillet 1799 à Rennes), mariée le 23 avril 1782, (chapelle du château de Combourg) à Annibal Pierre François de Farcy (né le 25 février 1749 à Fougères et mort le 13 septembre 1825), chevalier, seigneur de Montavallon
      - Lucile Angélique Jeanne de Chateaubriand (née le 7 août 1764 à Saint-Malo et morte le 10 novembre 1804 à Paris), femme de lettres, mariée à Jacques Louis René de Caud (né le 15 juin 1727 à Rennes et mort le 15 mars 1797 à Rennes), marquis de Caud, le 2 août 1796 (Rennes)
      - Louis Auguste de Chateaubriand (né le 28 mai 1766 à Saint-Malo et mort le 30 décembre 1767 à Saint-Malo)
      - Calixte Anne Marie de Chateaubriand (née le 3 juin 1767 à Saint-Malo et morte le 13 juin 1769 à Plancoët)
      - François-René (né le 4 septembre 1768 et mort le 4 juillet 1848), vicomte de Chateaubriand et pair de France, écrivain et homme politique, chevalier de l'ordre du Saint-Esprit, chevalier de l'ordre de la Toison d'or, chevalier de l'ordre de l'Annonciade, marié en 1792 (juste avant qu'il ne fuie les dangers de la Révolution en partant en exil à Londres) à Céleste Buisson de la Vigne (née en 1774 et morte en 1847)

    - Constance Modeste de Châteaubriant (née le 8 janvier 1720 à Guitté)
    - Marie Pélagie de Châteaubriant (née le 26 novembre 1720 à Guitté)
    - Pélagie Henriette Bonne de Châteaubriant (née le 23 mai 1722 à Guitté)
    - Rosalie Claude de Châteaubriant (née le 16 octobre 1723 à Guitté)
    - Françoise Mélanie de Châteaubriant (née le 25 septembre 1725 à Guitté)
    - Pierre Anne Marie de Châteaubriant (né le 23 janvier 1727 au manoir des Touches et mort le 20 août 1794 à Saint-Malo), chevalier, seigneur du Plessis et du Val-Guildo, marié à Marie Jeanne Thérèse Brignon de Léhen (née le 6 avril 1737 à Saint-Malo et morte le 20 août 1794 à Saint-Malo) le 12 février 1760 (Cathédrale de Saint-Malo)
      - Marie Anne Renée de Châteaubriant (née le 1er juin 1761 à Saint-Malo et morte le 18 mars 1832 à l'abbaye de Mondaye, Bayeux)
      - Adélaïde Marie Jeanne de Châteaubriant (née le 7 septembre 1762 à Saint-Malo et morte le 10 décembre 1796 à Londres), mariée le 13 février 1787 (Saint-Pôtan) à Louis François de Kerouallan (mort en juillet 1796 à Londres), chevalier,
      - Émilie Thérèse Rosalie de Châteaubriant (née le 1er septembre 1763 à Saint-Malo)
      - Pierre Jean Marie Stanislas de Châteaubriant (né le 23 février 1767 à Saint-Malo)
      - Armand Louis Marie de Chateaubriand (né le 15 mars 1768 à Saint-Malo et mort le 31 mars 1809 à Vaugirard), marié le 14 septembre 1795 (Jersey) à Jenny (Jeanne) Le Brun d'Anneville (morte le 16 septembre 1857 à Jersey)
        - Jeanne de Châteaubriant du Plessis (née le 16 juin 1796 à Jersey et morte en 1811)
        - Frédéric de Châteaubriant du Plessis (né le 11 novembre 1799 et mort le 8 juin 1849 au château de la Ballue, Saint-Servan-sur-Mer), marié le 8 septembre 1825 (Nancy) à Jeanne Thérèse Gastaldi (née le 26 novembre 1806 à Nancy et morte le 11 juillet 1871 à Villers-sur-Mer)
          - François René Marie Geoffroy de Châteaubriant du Plessis (né le 22 avril 1832 au château de la Ballue, Saint-Servan-sur-Mer
          - Frédéric Henri Marie Geoffroy de Châteaubriant du Plessis (né le 11 mai 1835 au château de la Ballue, Saint-Servan-sur-Mer), marié le 4 février 1869 (Lyon) à Françoise Madeleine Anna Regnault de Parcieu (née le 6 novembre 1845 à Florence)
          - Louise Jeanne Marie de Châteaubriant du Plessis (née le 25 août 1836 au château de la Ballue, Saint-Servan-sur-Mer), mariée à Gabriel Gombault de Razac, chef d'escadron le 25 avril 1872 (Châtenay-Malabry)
          - Marie Alix Jeanne de Châteaubriant du Plessis (née le 23 août 1837 au château de la Ballue, Saint-Servan-sur-Mer et morte le 24 septembre 1918)
          - Thérèse Jeanne Marie de Châteaubriant du Plessis (née le 5 juillet 1839 au château de la Ballue, Saint-Servan-sur-Mer et morte le 29 mars 1879 à Paris)
          - Blanche Marguerite Marie de Châteaubriant du Plessis (née le 10 juin 1843 au château de la Ballue, Saint-Servan-sur-Mer et morte le 11 juillet 1871 à Villers-sur-Mer)

      - Modeste Marie Sophie de Châteaubriant (née le 11 mai 1772 à Saint-Malo)

    - Joseph Urbain de Châteaubriant (né le 22 mars 1728 à Guitté et mort le 12 août 1772 à Dinan), seigneur du Parc

  - Françoise de Châteaubriant (morte avant 1716)
  - Gabrielle de Châteaubriant

## Personnalités
- Armand de Chateaubriand (1768-1809), militaire et agent royaliste
- François-René de Chateaubriand (1768-1848), écrivain, mémorialiste, homme politique. Il est considéré comme l'un des précurseurs et pionniers du romantisme français et l'un des grands noms de la littérature française.

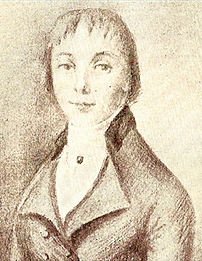
Armand de Chateaubriand (1768-1809)
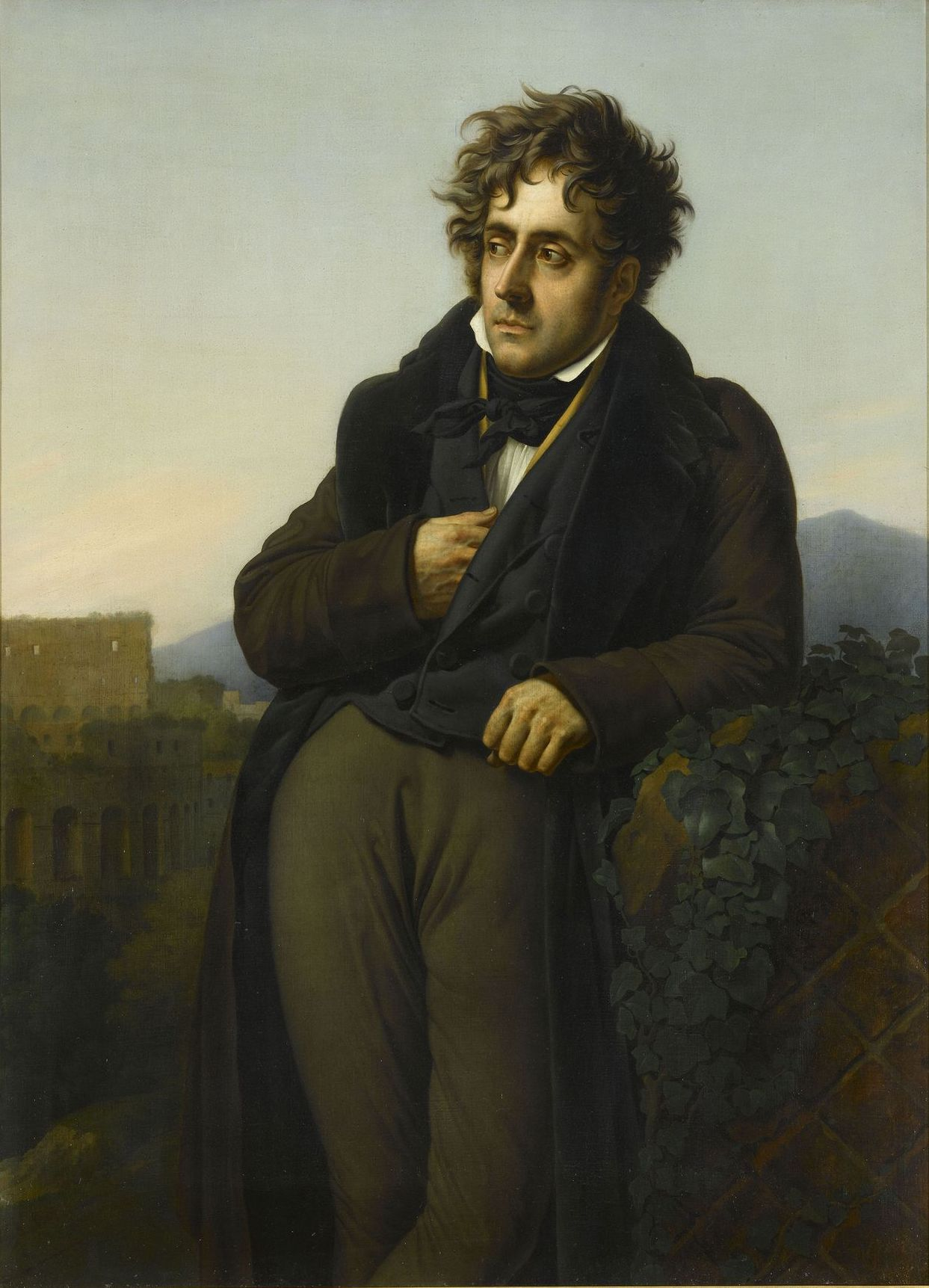
François-René de Chateaubriand (1768-1848)

## Charges, fonctions, titres
- Sénéchal de La Mée
- Amiral de Bretagne
- Chambellan du roi Charles VII
- Chambellan du duc de Bretagne
- Maître de la venerie du roi
- Chevalier de l'ordre du Saint-Esprit
- Comte de Combourg
- Vicomte de Châteaubriand
- Pair de France
- Chevalier de l'Ordre de la Toison d'or
- Chevalier de l'ordre de l'Annonciade

## Blason
| Image | Armes de la famille de Châteaubriant                                                          |
| ----- | --------------------------------------------------------------------------------------------- |
|       | Blason originel De gueules, papelonné d'or.                                                   |
|       | Maison de Châteaubriant par concession de Saint Louis. De gueules, semé de fleurs de lys d'or |
|       | Branche de Beaufort De gueules semé de fleurs de lys d'or, au lambel d'argent.                |

## Devise

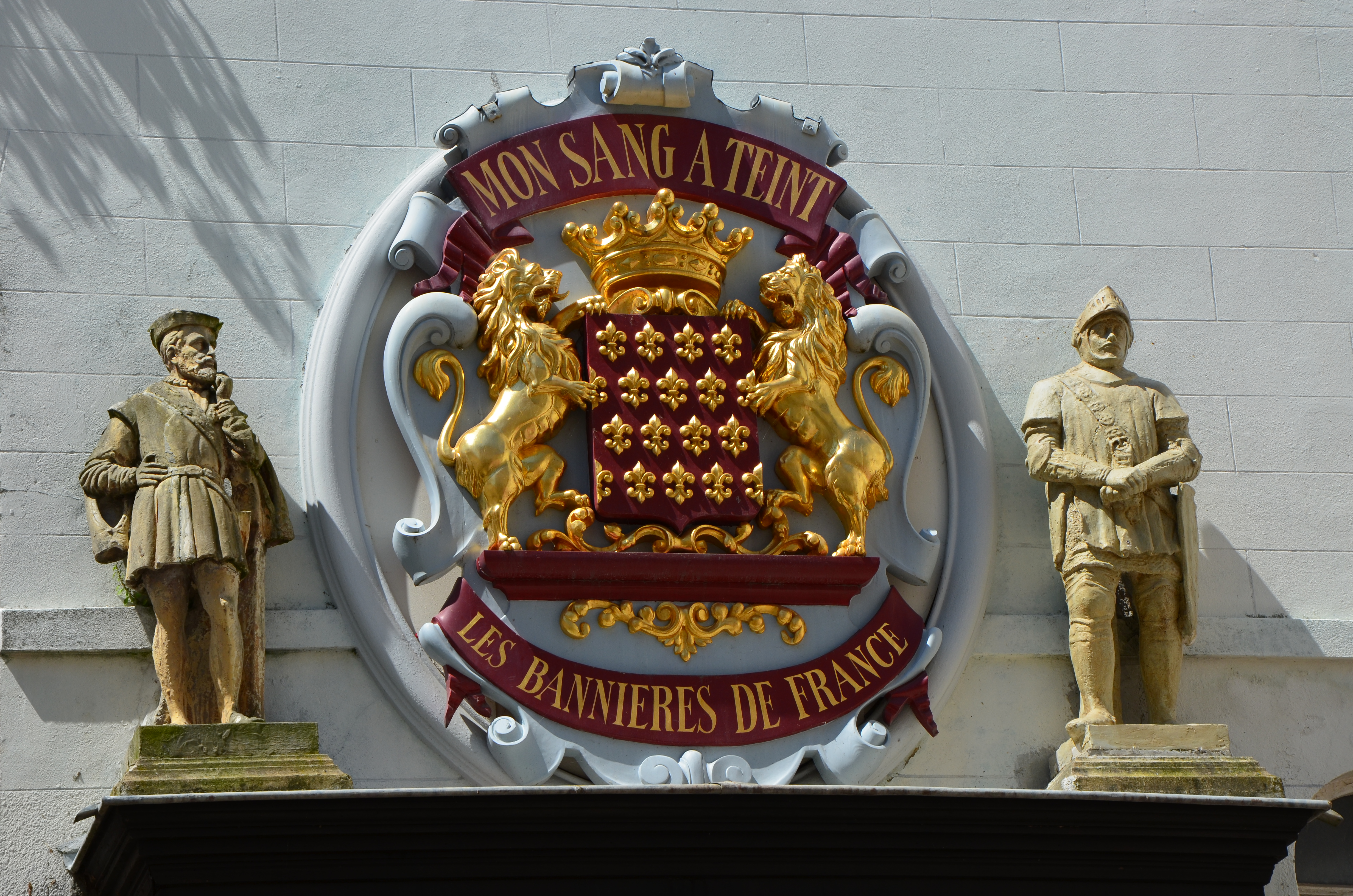
Blason et armes en frontispice de la maison natale de François-René de Chateaubriand à Saint-Malo

« Mon sang a teint les bannières de France. »

## Châteaux, seigneuries, terres

### Châteaux
- Château de Châteaubriant
- Château de Combourg

### Terres

#### Branche aînée
Les barons de Châteaubriant étaient teneurs des fiefs :
- de Châteaubriant, en qualité de baron ;
- de Combourg, en qualité de comte, par acquêt en 1731 ou 1761 ;
- du Désert, baillie de Rennes ;
- des Huguetières et de Montrelais, en qualité de châtellenie ;
- de Beaufort, du Plessix-Bertrand, du Guesclin, d'Orenges, de Candé, de Chalain, du Lyon d'Angers, des Roches-Baritault (en Anjou), de Vioreau, de La Guérande, de Bélestre, de La Croix (paroisse de Saint-Armel-des-Boschaux), du Val-Guildo, en qualité de seigneur.

#### Branchede Beaufort
Les membres de la branche cadette de Beaufort furent teneurs
des fiefs :
- de Beaufort, en qualité de seigneur et du Plessis-Bertrand, en qualité de seigneur, par acquêt, en 1417.

## Le cas de lafamille Le Bœuf
La thèse classique, soutenue par l'abbé Guillotin de Corson (généalogiste des familles nobles de Haute-Bretagne au XVIIIe siècle), qui a repris les travaux du père Anselme, fait de la famille Le Bœuf une branche cadette de la famille de Châteaubriant.
Des études plus récentes, telle celle de Michel Brand'Honneur considèrent les Le Bœuf comme descendants d'un chevalier vassal des Châteaubriant qui comme preuve de fidélité ont repris les noms de leur suzerain.
La seule certitude est que l'essentiel des domaines de la famille Le Bœuf dépendent des seigneurs de Châteaubriant.